# لغة ديسا
ديسا هي لغة ثانوية من لغات البونجو الباقرمي في تشاد. والتي تنتمي إلى عائلة لغات نيلية صحراوية.